# 豊島郡 (大阪府)
- 令制国一覧 > 畿内 > 摂津国 > 豊島郡
- 日本 > 近畿地方 > 大阪府 > 豊島郡

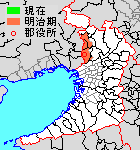
大阪府豊島郡の位置

豊島郡（てしまぐん）は、大阪府（摂津国）にあった郡。

## 郡域
1879年（明治12年）に行政区画として発足した当時の郡域は、概ね下記の区域にあたる。
- 池田市の全域
- 豊中市の大部分（上新田・新千里各町を除く）
- 箕面市の大部分（小野原各町・粟生各町・彩都粟生南・彩都粟生北を除く）
- 吹田市の一部（江坂町、円山町、垂水町、広芝町、江の木町より南西および山手町・千里山西・千里山東の各一部）

## 歴史

### 古代

#### 式内社
『延喜式』神名帳に記される郡内の式内社。
| 神名帳                     | 神名帳           | 神名帳 | 神名帳   | 比定社         | 比定社             | 比定社 | 集成 |
| 社名                       | 読み             | 格     | 付記     | 社名           | 所在地             | 備考   | 集成 |
| -------------------------- | ---------------- | ------ | -------- | -------------- | ------------------ | ------ | ---- |
| 豊島郡 5座（大2座・小3座） |                  |        |          |                |                    |        |      |
| 為那都比古神社 二座        | イナツヒコノ ヰ- | 小     |          | 為那都比古神社 | 大阪府箕面市石丸   |        |      |
| 細川神社                   | ホソカハノ       | 小     |          | 細川神社       | 大阪府池田市吉田町 |        |      |
| 垂水神社                   | タルミノ         | 名神大 | 月次新嘗 | 垂水神社       | 大阪府吹田市垂水町 |        |      |
| 阿比太神社                 | アヒタノ         | 大     | 月次新嘗 | 阿比太神社     | 大阪府箕面市桜ヶ丘 |        |      |
| 凡例を表示                 |                  |        |          |                |                    |        |      |

### 近世以降の沿革
- 「旧高旧領取調帳」に記載されている明治初年時点での支配は以下の通り。●は村内に寺社領が存在。（86村）

| 知行         | 知行                       | 村数 | 村名 |
| ------------ | -------------------------- | ---- | --- |
| 幕府領       | 幕府領                     | 10村 | ●上止々呂美村、伏尾村、東山村、木部村、才田村、吉田村、穂積村、上津島村、今在家村（現・豊中市）、岡町村                      |
| 幕府領       | 旗本領                     | 11村 | 尊鉢村、西小路村、平尾村、西市場村、福井村、岡山村、島江村、菰江村、三屋村、野田村、牛立村                                   |
| 幕府領       | 一橋徳川家                 | 15村 | 中川原村、古江村、新稲村、如意谷村、東坊島村、西坊島村、白島村、石丸村、外院村、瀬川村、今宮村、西宿村、芝村、東稲村、西稲村 |
| 幕府領       | 幕府領・旗本領             | 6村  | 牧落村、熊野田村、島田村、洲到止村、庄本村、榎坂村                                                                           |
| 幕府領       | 幕府領・旗本領・一橋徳川家 | 1村  | 原田村 |
| 幕府領       | 旗本領・一橋徳川家         | 1村  | 神田村 |
| 藩領         | 摂津麻田藩                 | 11村 | 上渋谷村、東市場村、井口堂村、野村、玉坂村、石橋村、麻田村、宮ノ前村、轟木村（現・池田市）、中之島村、産所村                 |
| 藩領         | 上総飯野藩                 | 8村  | 轟木村（現・豊中市）、新免村、山ノ上村、小曽根村、長島村、浜村、北条村、石蓮寺村                                             |
| 藩領         | 武蔵岡部藩                 | 2村  | 半町村、北刀根山村 |
| 藩領         | 備中岡田藩                 | 1村  | 下止々呂美村 |
| 幕府領・藩領 | 幕府領・麻田藩             | 2村  | 下渋谷村、畑村 |
| 幕府領・藩領 | 幕府領・飯野藩             | 2村  | 長興寺村、寺内村 |
| 幕府領・藩領 | 幕府領・岡部藩             | 7村  | 内田村、少路村、野畑村、柴原村、南刀根山村、服部村、曽根村                                                                   |
| 幕府領・藩領 | 幕府領・旗本領・岡部藩     | 3村  | 桜村、桜塚村、利倉村 |
| 幕府領・藩領 | 幕府領・一橋徳川家・麻田藩 | 1村  | 箕輪村 |
| 幕府領・藩領 | 旗本領・麻田藩             | 1村  | 今在家村（現・池田市） |
| 幕府領・藩領 | 旗本領・飯野藩             | 2村  | 走井村、勝部村 |
| 幕府領・藩領 | 旗本領・飯野藩・岡部藩     | 1村  | 垂水村 |
| その他       | 公家九条家・幕府領         | 1村  | 池田村 |

- 慶応4年

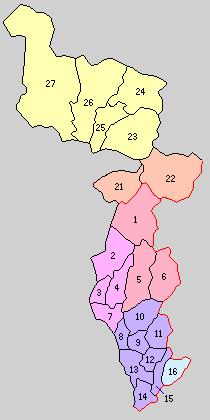
1.止々呂美村 2.細河村 3.池田町 4.秦野村 5.箕面村 6.萱野村 7.北豊島村 8.麻田村 9.豊中村 10.桜井谷村 11.熊野田村 12.中豊島村 13.南豊島村 14.庄内村 15.小曽根村 16.豊津村（紫：豊中市 桃：池田市 水色：吹田市 赤：箕面市 21 - 27は能勢郡）

  - 2月 - 幕府領・旗本領が大坂裁判所司農局の管轄となる。
  - 4月 - 岡部藩が藩庁を移転して三河半原藩となる。
  - 5月2日（1868年6月21日） - 大坂裁判所司農局の管轄地域が大阪府司農局の管轄となる。
  - 6月8日（1868年7月27日） - 大阪府司農局の管轄地域が大阪府北司農局の管轄となる。
- 明治2年
  - 1月20日（1869年3月2日） - 大阪府北司農局の管轄地域が摂津県の管轄となる。
  - 5月10日（1869年6月19日） - 摂津県の管轄地域が豊崎県の管轄となる。
  - 8月2日（1869年9月7日） - 豊崎県の管轄地域が兵庫県の管轄となる。
- 明治3年（1870年）
  - 3月 - 一橋徳川家領が兵庫県の管轄となる。
  - 10月14日（1870年11月7日） - 飯野藩領が兵庫県の管轄となる。
- 明治4年
  - 7月14日（1871年8月29日） - 廃藩置県により藩領が半原県、麻田県、岡田県の管轄となる。
  - 11月15日（1871年12月26日） - 第1次府県統合により、半原県の管轄地域が額田県、岡田県の管轄地域が深津県の管轄となる。
  - 11月20日（1871年12月31日） - 第1次府県統合により、全域が大阪府の管轄となる。
- 明治8年（1875年）4月30日 - 大区小区制の大阪府での施行により、豊島郡が第10大区となる。
- 明治12年（1879年）2月10日 - 郡区町村編制法の大阪府での施行により、行政区画としての豊島郡が発足。郡役所が池田村に設置。同日大区小区制廃止。
- 明治14年（1881年）1月6日 - 郡役所が能勢郡役所と統合のうえ改称して「豊島能勢郡役所」となる。
- 明治15年（1882年） - 2ヶ所存在した今在家村・轟木村がそれぞれ改称して南今在家村（現・豊中市）、北今在家村（現・池田市）、南轟木村（現・豊中市）、北轟木村（現・池田市）となる。
- 明治16年（1883年） - 東稲村・西稲村が合併して稲村となる。（85村）
- 明治20年（1887年） - 産所村が石橋村に合併。（84村）
- 明治22年（1889年）4月1日 - 町村制の施行により、下記の各村が発足。（1町15村）
  - 止々呂美村 ← 下止々呂美村、上止々呂美村（現・箕面市）
  - 細河村 ← 中川原村、吉田村、古江村、木部村、東山村、伏尾村（現・池田市）
  - 池田町（池田村が単独町制。現・池田市）
  - 秦野村 ← 畑村、上渋谷村、下渋谷村、才田村、尊鉢村（現・池田市）
  - 箕面村 ← 西小路村、牧落村、半町村、瀬川村、新稲村、平尾村、桜村（現・箕面市）
  - 萱野村 ← 東坊島村、西坊島村、稲村、西宿村、今宮村、芝村、如意谷村、石丸村、白島村、外院村（現・箕面市）
  - 北豊島村 ← 西市場村、野村、東市場村、玉坂村、井口堂村、北今在家村、北轟木村、宮ノ前村、中之島村、石橋村、神田村（現・池田市）
  - 麻田村 ← 麻田村、箕輪村、走井村（現・豊中市）
  - 豊中村 ← 新免村、南轟木村、山ノ上村、桜塚村、岡町村（現・豊中市）
  - 桜井谷村 ← 内田村、柴原村、少路村、南刀根山村、北刀根山村、野畑村（現・豊中市）
  - 熊野田村（単独村制。現・豊中市）
  - 中豊島村 ← 福井村、岡山村、曽根村、服部村、長興寺村（現・豊中市）
  - 南豊島村 ← 原田村、勝部村、利倉村、上津島村、南今在家村、穂積村（現・豊中市）
  - 庄内村 ← 野田村、菰江村、庄本村、洲到止村、島江村、牛立村、三屋村、島田村（現・豊中市）
  - 小曽根村 ← 小曽根村、浜村、長島村、北条村、寺内村、石蓮寺村（現・豊中市）
  - 豊津村 ← 垂水村、榎坂村（現・吹田市）
- 明治29年（1896年）4月1日 - 郡制の施行のため、「豊島能勢郡役所」が管轄する各郡の区域をもって豊能郡が発足。同日豊島郡廃止。

## 行政
豊島郡長
| 代 | 氏名     | 就任年月日                | 退任年月日               | 備考 |
| -- | -------- | ------------------------- | ------------------------ | ---- |
| 1  | 中村正之 | 明治12年（1879年）2月21日 | 明治14年（1881年）1月6日 | 廃官 |

豊島・能勢郡長
| 代 | 氏名     | 就任年月日                  | 退任年月日                | 備考                           |
| -- | -------- | --------------------------- | ------------------------- | ------------------------------ |
| 1  | 木村重郷 | 明治14年（1881年）1月8日    | 明治15年（1882年）11月7日 | 豊島郡長より就任               |
| 2  | 藤井千尋 | 明治15年（1882年）11月7日   | 明治16年（1883年）5月19日 |                                |
| 3  | 熊谷弘   | 明治16年（1883年）5月19日   | 明治16年（1883年）7月23日 |                                |
| 4  | 楠村多信 | 明治16年（1883年）7月23日 * | 明治26年（1893年）5月31日 | * 8月2日まで郡長心得           |
| 5  | 高山節見 | 明治26年（1893年）5月31日   | 明治29年（1896年）3月31日 | 能勢郡との合併により豊島郡廃止 |